# 週刊プラチケ!
週刊プラチケ！（しゅうかんプラチケ）は、関西テレビ（関西ローカル）で2006年4月12日から2010年9月24日まで毎週金曜1:59 - 2:29（放送時間は変更になる場合あり）に放送されていた関西テレビ事業局制作のエンタメイベント情報番組である。2010年3月まで毎週水曜1:05 - 1:35に放送していた。

## 概要
2001年4月から2006年3月まで放送されていたイベント情報番組『プラチケ!』の“シーズン2”として位置づけられており、『プラチケ!』が月1回の放送だったことから、タイトルに「週刊」とついている。
2010年9月24日を以って番組は終了。同年10月12日からは月 - 木曜深夜に放送されていた『ランキンくえすと』と統合し、毎週火曜24:35から『情熱☆エンためファクトリー どっキング!!!』が放送される。

## 出演者
- ケンドーコバヤシ
- 陣内智則
- 松山メアリ
- 杉本なつみ（当時KTVアナウンサー、情報解説）
- 村西利恵（KTVアナウンサー、ナレーション）

## 過去の出演者
- 佐藤和沙（グラビアアイドル）
- 大西初愛（NSC女性タレントコース2期生）
- 柳川真菜（NSC女性タレントコース3期生）
- 山村涼子（女優）
- 稲垣早希（NSC女性タレントコース1期生）
- 小塚舞子（女性タレント）
- 慶元まさ美（ナレーション）
- 池田夏希（グラビアアイドル） 2008年5月7日～

## スタッフ
- 構成・チーフディレクター：山崎啓仁（クリエイティブ勇気）
- SW：島廻忠司
- CAM：濱名嘉之
- 照明：吉岡誠
- 音声：大林俊夫
- VTR編集：仁部貴史（イングス）
- MA・音効：河村章（戯音工房）
- 美術：浅田夏子（KTV）
- メイク：パウダー
- スタイリスト：アンド・マッセ
- 編成：金谷卓也（KTV編成部）
- ディレクター：森欣治（クリエイティブ勇気）、武市暢（メディアプルポ）、清水尚貴（クリエイティブ勇気）、長岡わかな（セカンドハウス）
- プロデューサー：番能和也（KTV事業部）、金本敏英（メディアプルポ）
- チーフプロデューサー：梁井英希（KTV事業部）
- 技術協力：ウエストワン、大阪共立、テクニカル・アート
- 制作協力：メディアプルポ、クリエイティブ勇気
- 制作著作：関西テレビ

### 過去のスタッフ
- プロデューサー：栄川歩美（KTV事業部）
- ディレクター：初島誠治（メディアプルポ）、松浦えいじ
- アシスタントディレクター：末松拓也
- 編成：片平裕之（KTV編成部）
- デザイン：井内克信
- 美術進行：日下部稔
- 大道具：西條正人
- 装飾：小澤智子
- 電飾：松野栄司